# 郭棐
郭棐（1529年—1605年），字笃周，号梦兰，明朝政治人物。广东广州府南海县軍籍，番禺县人。

## 生平
嘉靖二十八年（1549年）己酉科廣東乡试第六十三名举人，嘉靖四十一年（1562年）壬戌科二甲進士，起先担任户部主事，後被调到礼部任职，曾疏陈十事，皆见采纳；因数忤当权，被外调做夔州知府，后任湖广道屯田副使，萬曆五年（1577年）十一月调任四川提学副使，十一年十一月復除广西右江兵备副使，升湖广右参政，十九年十月升山东按察使，二十年十一月升云南右布政使等，晚年为光禄寺卿。

## 著作
郭棐著有《梦菊全集》《齐楚滇蜀诸稿》等。他非常重视广东当地的方志事业。自万历五年至万历二十七年二十余年间，曾为广东修志三种，分別是《粵大記》、《广东通志》和《岭海名胜志》。他修志重明是非，所谓“不虚不隐”，发扬史笔直书传统。
他曾在志论中指出：“志者郡国是非之权衡也。其所是者，必天下之公非，而不敢诳以为非。有似非而是者，则亦不得罗织而诋以为非也。是故必公是非，不虚不隐。而后可以无愧于月旦之评也。”他这种实事求是的修志精神，重明是非的修志主张，颇为时人所称颂，对后世修志亦颇有影响。

## 家族
曾祖郭瑜。祖父郭正。父郭大治，知县。母梁氏。重庆下。弟郭槃，贡士；郭栗。

## 参看
- 粵大記
- 广东通志
- 嶺海名勝志